# Karl Krenauer
Karl Krenauer (Kittsee, Burgenland, 9 de març de 1959) va ser un ciclista austríac, que combinà el ciclisme en pista amb la carretera. En el seu palmarès destaca la medalla de bronze al Campionat del món en Puntuació de 1982, competint com amateur. Va participar en els Jocs Olímpics de 1984.

## Palmarès
- 2001
  - Vencedor d'una etapa a la Volta a Àustria